# Veľká Dolina
Veľká Dolina est un village de Slovaquie situé dans la région de Nitra.

## Histoire
Première mention écrite du village en 1956.

## Démographie

### Évolution de la population
| Année:               | 1994. | 2004.   | 2014.    | 2024.   |
| -------------------- | ----- | ------- | -------- | ------- |
| Nombre de personnes: | 569   | 606     | 677      | 718     |
| Différence:          |       | +6,50 % | +11,71 % | +6,05 % |

| Année:               | 2023. | 2024.   |
| -------------------- | ----- | ------- |
| Nombre de personnes: | 726   | 718     |
| Différence:          |       | -1,10 % |